# Plan Hambre

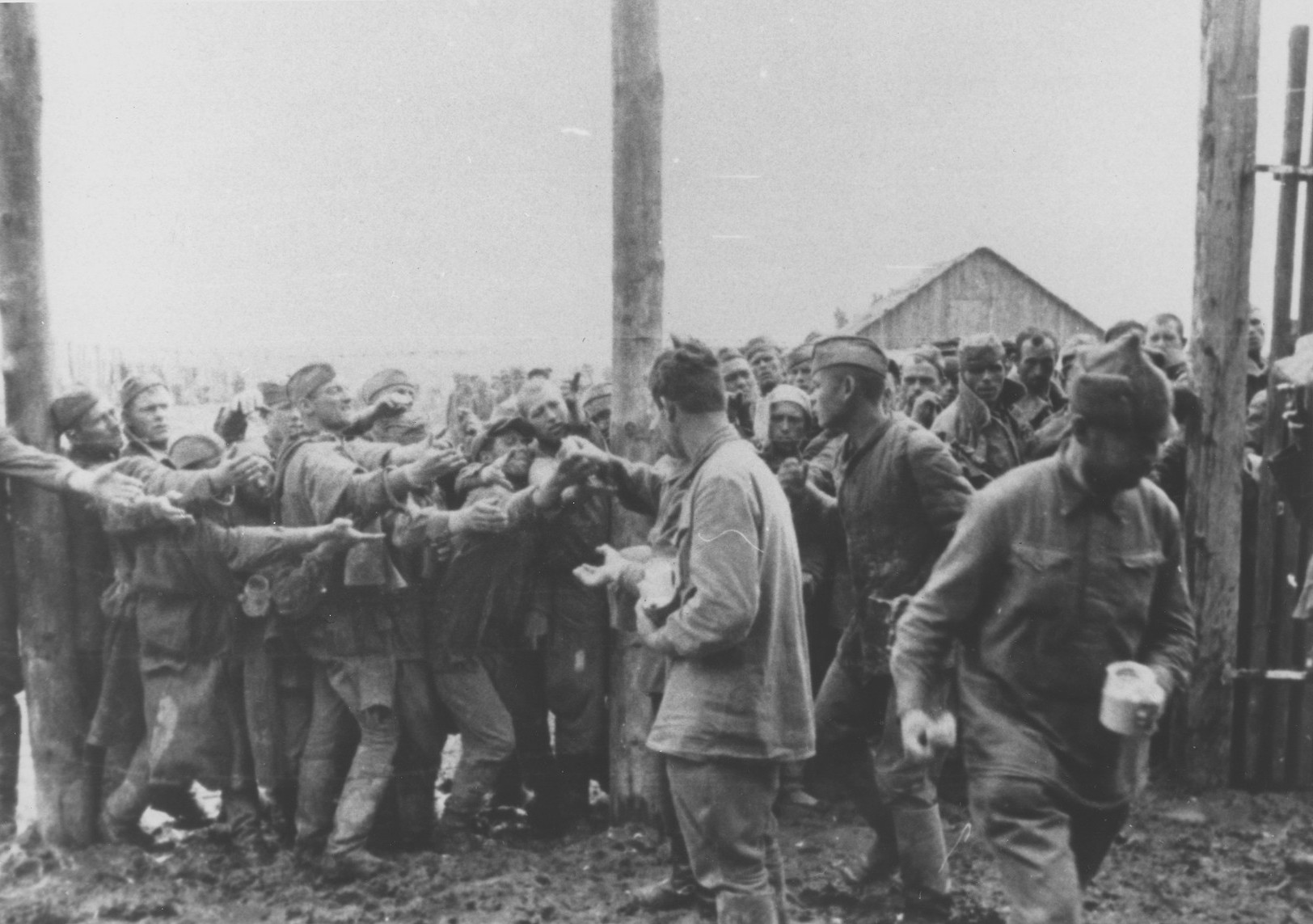
Campo de prisioneros de guerra soviéticos cercano a Vínnitsa (URSS) en julio de 1941. Recoge el momento de la entrega de la escasa comida que les daban las autoridades militares alemanas.

El Plan Hambre (en alemán: Hungerplan) fue un plan económico genocida de la Alemania nazi ideado en 1941 para ser aplicado en la Unión Soviética tras su invasión y ocupación. Preveía que la Wehrmacht se alimentara sobre el terreno y que la producción soviética se destinara a abastecer a Alemania, a costa de la población civil y de los prisioneros de guerra soviéticos a los que se dejaría morir de hambre. Se calculaba que morirían treinta millones de personas, haciendo posible así la aplicación del Plan General del Este que preveía constituir un Gran Imperio Alemán que llegaría hasta los montes Urales.

## Contenido

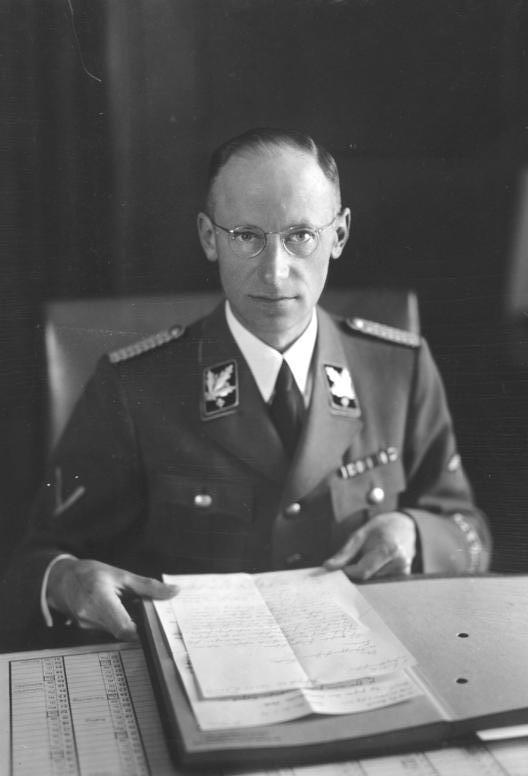
Herbert Backe, autor del Plan Hambre.

El 12 de enero de 1941, cuando ya se habían puesto en marcha los preparativos militares para la invasión alemana de la Unión Soviética, el jefe de las SS, Heinrich Himmler, les dijo al resto de los líderes de las SS reunidos en el castillo de Wewelsburg que el objetivo de la guerra era reducir la población eslava en 30 millones de personas.
La elaboración del que sería conocido como Plan Hambre corrió a cargo del dirigente nazi Herbert Backe —secretario de Estado del Ministerio de Agricultura y hombre de confianza del ministro Walther Darré, principal ideólogo nazi del campesinado y amigo de Reinhard Heydrich de las SS—. Su objetivo era apoderarse de los productos alimenticios de la Unión Soviética para abastecer al ejército alemán y a la población civil de Alemania y para matar de hambre a unos treinta millones de ciudadanos soviéticos. Para alcanzar esta cifra las ciudades soviéticas, una vez conquistadas, serían acordonadas para que la población no recibiera ningún alimento.
El plan fue apoyado de forma entusiasta por Hitler y por otros líderes nazis como Göring y Himmler, ya que por un lado prevenía que se planteara un problema alimentario en Alemania —algo que obsesionaba a Hitler por su experiencia durante la Primera Guerra Mundial ya que según él la desnutrición y el hambre habían sido claves para explicar la caída del apoyo al esfuerzo bélico— y por otro contribuía a derrotar al «bolchevismo judío» y a crear el espacio vital en el Este. El plan también fue aprobado por la Wehrmacht porque le permitía alimentar a los tres millones de hombres que había desplegado para invadir y ocupar la Unión Soviética, así como a los 600.000 caballos empleados para el transporte de pertrechos y armas, sin tener que preocuparse de la población civil ni de los prisioneros de guerra soviéticos, a los que se dejaría morir de hambre. El general Georg Thomas, de la administración central de las fuerzas armadas, se reunió con los secretarios de Estado de los ministerios implicados y todos ellos concluyeron que «no hay duda de que millones de personas morirán de hambre si sacamos del país aquello que necesitemos». Como ha señalado Antony Beevor, de esta forma «antes incluso de que se dispararan los primeros tiros, la Wehrmacht se convirtió en cómplice activo de una guerra genocida de aniquilación».

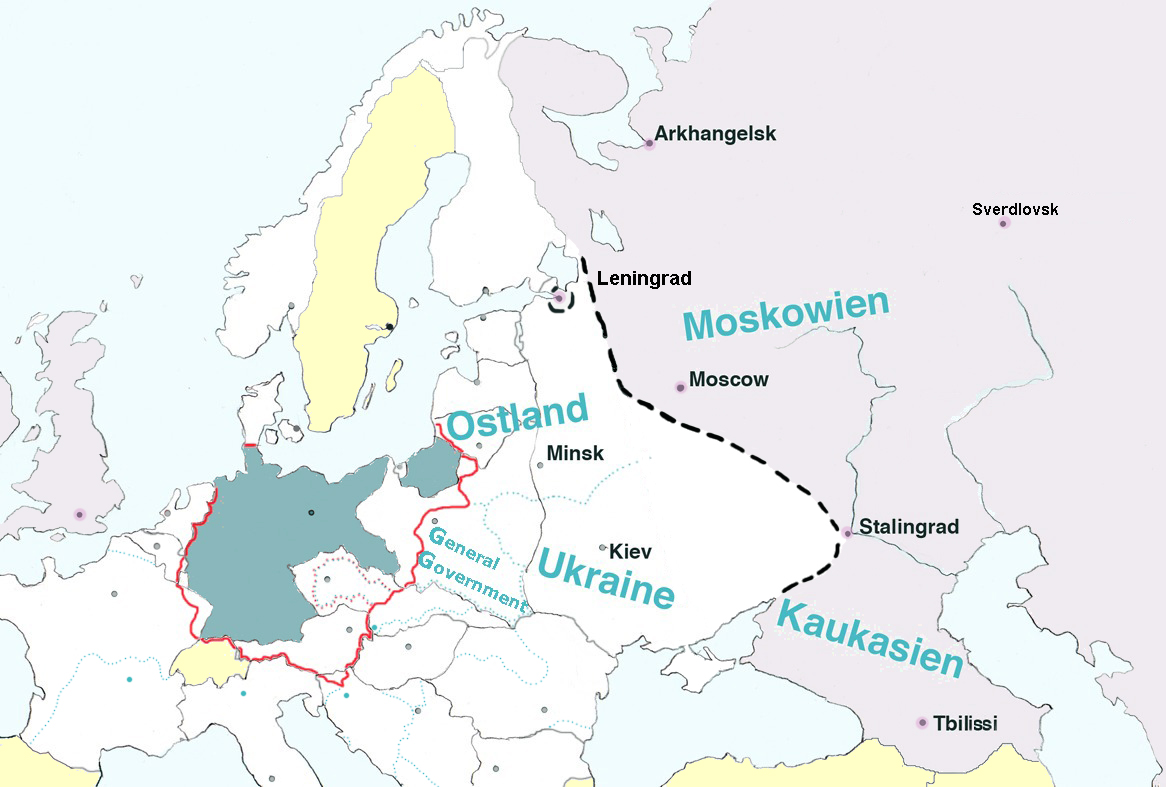
Territorios del Plan General del Este. La línea de puntos señala la extensión de la segunda fase de la colonización que incluye el Reichskommissariat Ostland (1941-1945) y el Reichskommissariat Ukraine (1941-1944). El Reichskommissariat Moskowien y el Reichskommissariat Kaukasus nunca se constituyeron.

El Plan Hambre se enmarcaba en el más amplio Plan General del Este, que Himmler encargó el 21 de junio de 1941 a la oficina del Reich para el Reforzamiento de la Raza Alemana y cuyo primer borrador se concluyó tres semanas después. El Plan General para el Este  preveía constituir un gran imperio alemán que llegaría hasta los Urales y donde se asentarían unos diez millones de colonos alemanes que utilizarían como mano de obra semiesclava a los Untermenschen eslavos. Los que no fueran necesarios para trabajar en las granjas serían desplazados más al este o se les dejaría morir de hambre.

## Aplicación
El trato inhumano que recibieron los millones de soldados soviéticos capturados —en octubre de 1941 alcanzaban la cifra de tres millones— respondió al Plan Hambre. No se prepararon campos de prisioneros de ningún tipo —a los prisioneros  se les dejó a la intemperie rodeados por alambre de espino— y apenas se les dio de comer o beber —los guardias se divertían viendo cómo los prisioneros se peleaban entre ellos cuando les lanzaban algunas hogazas de pan—. Los médicos del Ejército Rojo fueron los encargados de atender a los heridos y a los enfermos pero no se les proporcionó ni medicinas ni medios para llevar a cabo su trabajo. Se calcula que sólo en 1941 murieron más de dos millones de soldados prisioneros a los que la Wehrmacht dejó morir y de los que sólo se preocupó de que no escaparan.
Sin embargo, el Plan Hambre respecto de la población civil finalmente no fue completamente aplicado por la Wehrmacht —las ciudades no fueron acordonadas para que sus habitantes murieran de hambre, aunque la hambruna se extendió de todas formas— porque el ejército alemán necesitó una gran cantidad de mano de obra para satisfacer sus necesidades ya que el plan de autoabastecerse sobre el terreno había resultado un fracaso. La Wehrmacht no encontró en los territorios que iba ocupando los alimentos que necesitaba para abastecer a sus soldados —y a los caballos— debido a los estragos de la propia guerra, a la política dictada por Stalin de la tierra quemada, a las acciones de los partisanos y a la huida de parte de sus habitantes.
A pesar de todo, el 15 de noviembre de 1941, casi cinco meses después del inicio de la invasión de la URSS, el número dos de la Alemania nazi Hermann Göring, le dijo al conde Ciano, ministro de Asuntos Exteriores de la Italia fascista: «Este año morirán de hambre de 20 a 30 millones de personas en Rusia».